# Didier Donfut
Didier Donfut (Bergen, 25 oktober 1956) is een voormalig Belgisch politicus voor de PS.

## Levensloop
Donfut behaalde in 1976 het diploma van handelsingenieur aan de faculteit voor economische en sociale wetenschappen van de Université de Mons-Hainaut en werkte daarna van 1977 tot 1982 in de sector van de sociale huisvesting. Van 1988 tot 1989 was hij adviseur op het kabinet van ministers Willy Claes en Louis Tobback en adjunct-kabinetschef op het kabinet van minister in de Waalse Regering André Cools. In 1989 werd Donfut gedelegeerd bestuurder van de ISPH, de Henegouwse intercommunale voor volksgezondheid, waar hij werkte rond het belangrijke project van een centrum voor biovergisting, dat in 2000 werd opgericht in Havré en onder het beheer werd geplaatst van de afvalverwerkingsintercommunale Itradec, waarvan Donfut van 1989 tot 2001 de voorzitter was. Ook was hij oprichter en voorzitter van de bvba IDEE, een consultancybedrijf gespecialiseerd in energie en leefmilieu, en was hij de drijvende kracht achter PASS, een avonturenpark en wetenschapsmuseum in Frameries. 
Voor de PS was Didier Donfut van 1982 tot 1988 OCMW-raadslid in Frameries. Hij werd er in 1988 verkozen tot gemeenteraadslid en bleef dit tot aan de gemeenteraadsverkiezingen van 2012. Hij klom algauw op in het gemeentebestuur en volgde in november 1990 Alain Gondry op als eerste schepen, bevoegd voor Financiën, Handel, Economie, Informatisering en Toerisme. In mei 1992 verving hij Max Audain als burgemeester van de gemeente, een ambt dat hij bekleedde tot in 2009. 
In juli 1989 volgde Donfut Elio Di Rupo, die verkozen was in het Europees Parlement, op als lid van de Kamer van volksvertegenwoordigers voor het arrondissement Bergen. Hij bleef er zetelen tot in november 1991 en werd toen niet herkozen. Als gevolg van de toen bestaande dubbelmandaten zetelde hij in dezelfde periode in de Waalse Gewestraad en de Raad van de Franse Gemeenschap. Na de eerste rechtstreekse verkiezingen voor de regionale parlementen zetelde Donfut van 1995 tot 2004 voor het arrondissement Bergen in het Waals Parlement en in het Parlement van de Franse Gemeenschap. In het Waals Parlement was hij van 1995 tot 1999 voorzitter van de commissie Leefmilieu en Natuurlijke Bronnen en van 1999 tot 2004 voorzitter van de commissie Huisvesting, Sociale Actie en Gezondheid. Tevens was Donfut van 2003 tot 2005 voorzitter van de Communauté Urbaine de Mons-Borinage, een overkoepelende federatie van zes steden en gemeenten in die streek, en van 2004 tot 2010 voorzitter van de PS-federatie van het arrondissement Bergen.
In juli 2004 nam Donfut afstand van zijn parlementaire mandaten om in de federale regering-Verhofstadt II de functie van staatssecretaris voor Europese Zaken op te nemen. Na het ontslag van Rudy Demotte werd hij in juli 2007 gepromoveerd tot minister van Sociale Zaken en Volksgezondheid, bevoegd voor Europese Zaken. In december 2007 keerde Donfut in de regering-Verhofstadt III niet terug als minister, maar in januari 2008 werd hij aangesteld tot minister van Gezondheid, Gelijke Kansen en Sociale Actie in de Waalse Regering, een ambt dat hij tot in mei 2009 bekleedde.
Hij diende in mei 2009 ontslag te nemen als minister, nadat was aan het licht gekomen dat hij via zijn consultancybedrijfje IDEE jaarlijks nog 120.000 euro opstreek van een Henegouwse intercommunale IGH, die instond voor de distributie van gas. Enkele weken later nam hij ook ontslag als burgemeester van Frameries. In september 2009 werd het omstreden contract ontbonden en kort nadien opende het parket van Bergen een onderzoek tegen hem naar valsheid in geschrifte, belangenvermenging, misbruik van vertrouwen en misbruik van sociale goederen, dat uiteindelijk zonder gevolg werd afgesloten.
In juni 2009 werd Donfut nog herkozen als Waals Parlementslid, maar hij besloot het mandaat niet op te nemen en verliet de nationale politiek. In oktober 2009 werd hij aangesteld tot voorzitter van de raad van bestuur van de intercommunale IGH. Hij oefende deze functie uit tot eind 2012, toen Donfut de gemeentepolitiek van Frameries verliet ten gunste van zijn zoon Julien. In juni 2014 volgde hij Claude Desama op als voorzitter van de raad van bestuur van ORES, de intercommunale die instaat voor de gas- en elektriciteitsdistributie in Wallonië.